# 里辛學校
里辛學校是英國傳統私立學校，提供日校和寄宿，共有約300名學生，大部分是國際生，目的是確保校園提供多元文化環境，讓學生之間互相激發。該校位於北威爾士登比郡里辛的郊區。創立於1284年，自1990年起成男女同校。

## 教育
在學校網頁上，校長貝爾菲爾德先生說：「我們學校在『獨立學校』督察報告呈現非常良好的結果，並不僅是在學術成果上的評價最為正面，學生的積極態度也值得一提。」 
多年來，該校學生都持續在A Level獲得極佳成績，2015年的A Level成績，72.25%的學生達到的成績分別為A*或A。這學校在Best Schools 的男女同校寄宿學校排行表中排第4名，和在英國每日電訊報的全國獨立學校排行表中排第34名
在2019年的A Level成績，82%的學生達到的成績分別為A*或A。這學校在英國每日電訊報的獨立學校排行表中排第7名，和在Best Schools 的男女同校寄宿學校排行表中排第13名。
根據2014年的Estyn檢驗報告，十四至十六歳學生的英語和數學水平是遠高於威爾士的平均水平，今年十一年級的學生達到2級門檻的百分比也高於威爾士的平均水平。預科(A-Level)學生的成績平均遠高於威爾士3級的門檻。

## 外部連結
- 學校網站 （页面存档备份，存于）